# Али Бонго Ондимба
Али Бонго Ондимба, рођен као Ален Бернар Бонго (Бразавил, 9. фебруар 1959) габонски је политичар и други по реду председник Габона од 2009. до 2023. године. Син је Омара Бонгоа, председника Габона од 1967. године до своје смрти 2009. године. Такође је и председник владајуће Габонске демократске странке.

## Биографија
Рођен је 1959. године у Бразавилу, као син будућег габонског председника Омара Бонгоа. После студирања права, 1981. године постао је члан владајуће Габонске демократске странке. на Трећем ванредном конгресу ГДС 1983. године, био је изабран за члана Централног комитета странке, а од 1986. године је био члан Политбироа. Његов отац му је 1989. године доделио функцију министра спољних послова и сарадње.
На првим вишестраначким изборима 1990. године, постао је посланик у Народној скупштини Габона и током 1990-их вршио више функција у влади, а од 1999. године је био министар за народну одбрану. На изборима 2001. године и 2006. године поново је био изабран за посланика у скупштини. Али Бонго је напредовао у политичкој каријери, а јавност је претпостављала да га његов отац припрема за свог наследника на месту председника државе.
Дугогодишњи председник Омар Бонго умро је у болници у Шпанији 8. јуна 2009. године. На председничким изборима одржанима 30. августа 2009. године, Али Бонго је био један од десеторице председничких кандидата. Обајвљено је да је Али Бонго освојио 42% гласова, након чега је прогласио победу. Као одговор на оптужбе да су избори били превара Државно поверенство је поновно пребројало гласове и потврдило Бонгову победу. Мандат му је отпочео 16. октобра 2009. године.
Одржава добре односе са Западом. Био је у посети Бараку Обами 9. јуна 2011. године.
Поново је изабран за председника на изборима у августу 2023. године. Збачен је са власти након војног пуча 30. августа 2023. године, а резултати избора су поништени.